# Ivar Engström
Ivar Engström, född 25 september 1881 i Hedvig Eleonora församling i Stockholm, död 4 februari 1971 i Katarina församling, var en svensk arkitekt och byggmästare.

## Utbildning
Ivar Engström genomgick Norra Latins realavdelning i Stockholm 1891–1897 och studerade vid Tekniska afton- och söndagsskolan 1897–1899 och vid Byggnadsyrkesskolan på Tekniska skolan 1899–1902. Han läste den 3:e och 4:e årskursen vid arkitekturavdelningen på Kungliga tekniska högskolan som tillfällig elev 1902–1904. Han tilldelades Tekniska skolans stipendium 1902 och Svenska statens stipendium för arkitekturstudier i Österrike-Ungern och Tyskland 1906 samt Italien och England 1913.
Åren 1899–1908 hade han anställningar hos Carl Westman, Wickman respektive Anderberg i Stockholm. Han fick sedan en anställning hos stadsarkitekt Albert Thurdin i Härnösand, där han även var kontrollant vid uppförandet av den Tekniska skolan. Han återvände till Stockholm och blev ritkontorschef hos Gustaf Detthoff. Han deltog som anställd hos Wilhelm Klemming i tävlan om nya Slussen. Från 1911 drev Engström egen verksamhet.

## Verksamhet
Ivar Engström har ritat 400 större byggnader i Stockholmsområdet, däribland fyra villor (Sånglärkan 11, Tofslärkan 1, Piplärkan 10 och Piplärkan 13) samt några flerfamiljshus i Lärkstaden. I korsningen Odengatan / Sveavägen ritade han det hus som inrymde biografen Rialto.

## Familj
Engström gifte sig 15 september 1913 med Hildur Setterlund, född 12 september 1889, död 1 september 1968, dotter till den vid giftermålet framlidne egendomsägaren L. G. Setterlund och hans efterlämnade maka. Parets dotter Kerstin Engström-Silvander blev sedermera konstnär. Makarna Engström är begravda på Norra begravningsplatsen utanför Stockholm.

## Bildgalleri

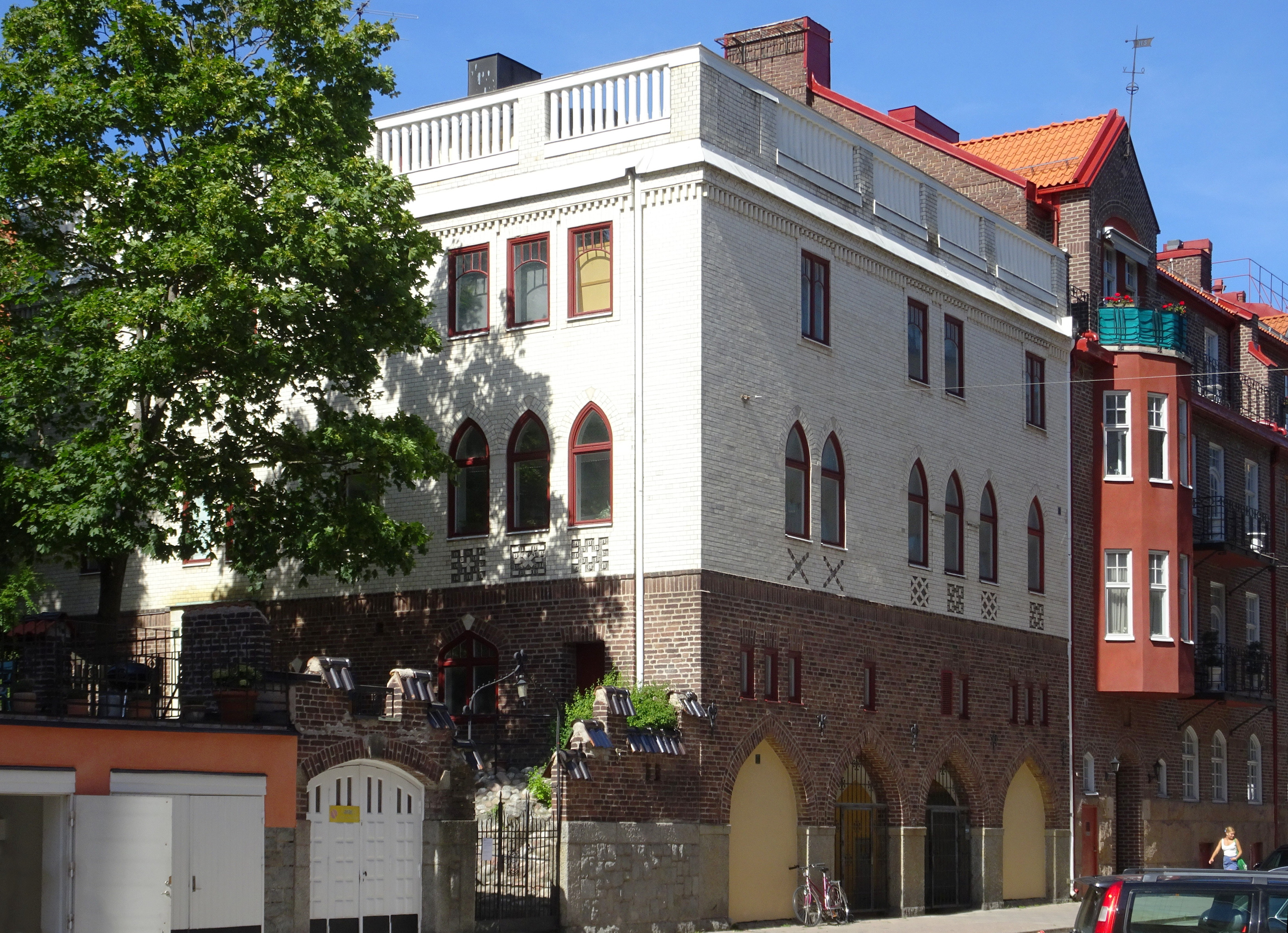
Piplärkan 13, Uggelviksgatan 5
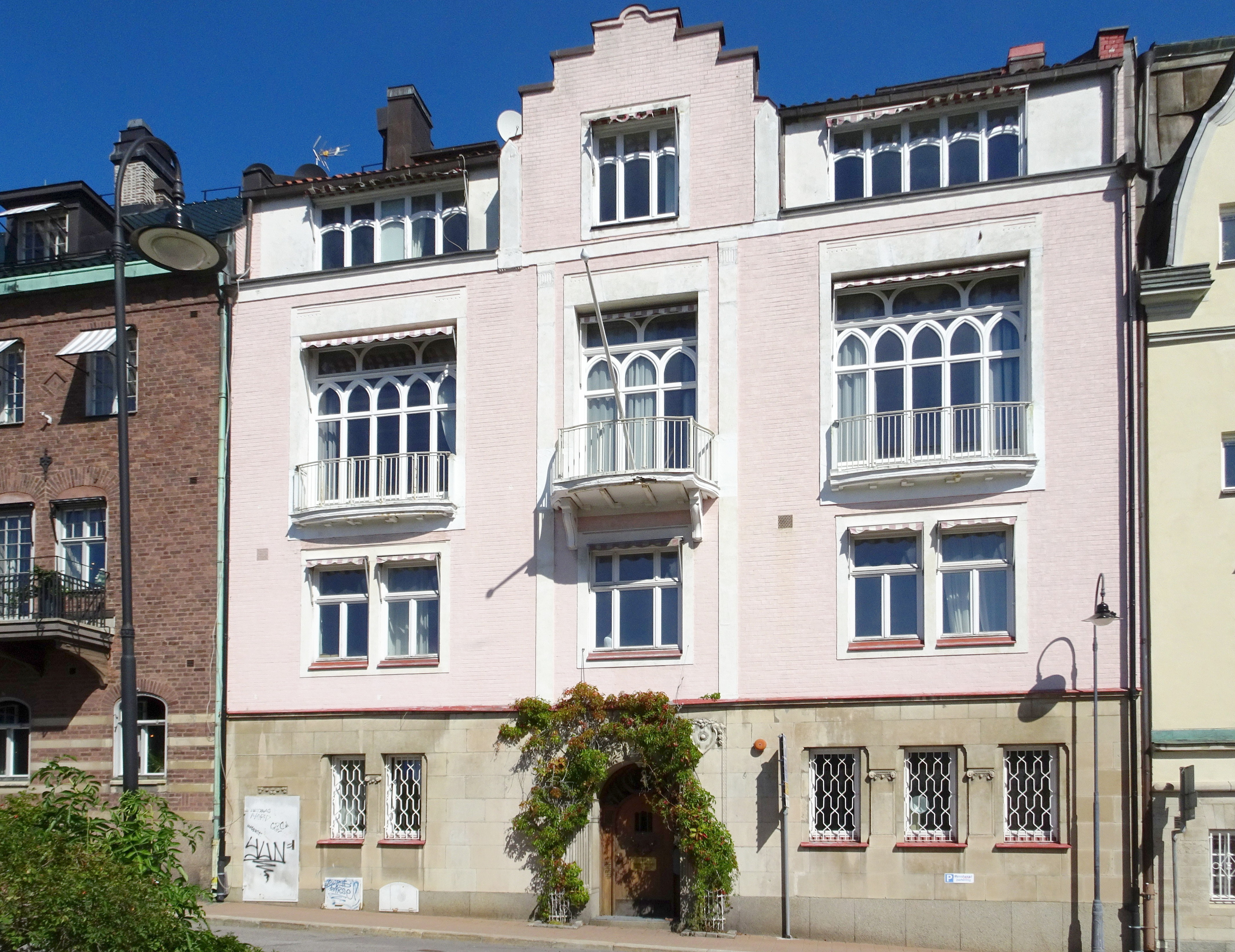
Sånglärkan 11, Friggagatan 4
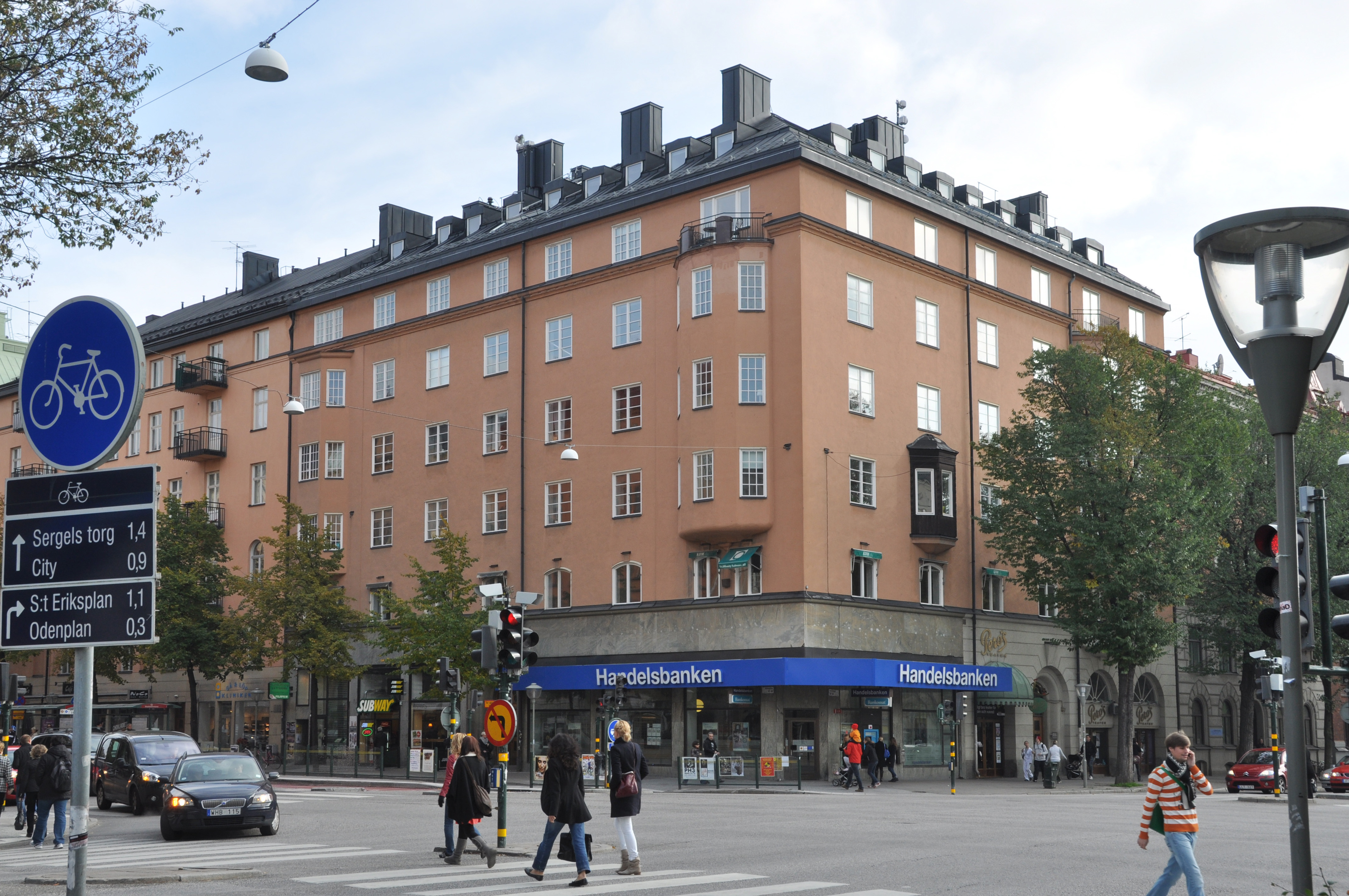
Korsningen Odengatan / Sveavägen
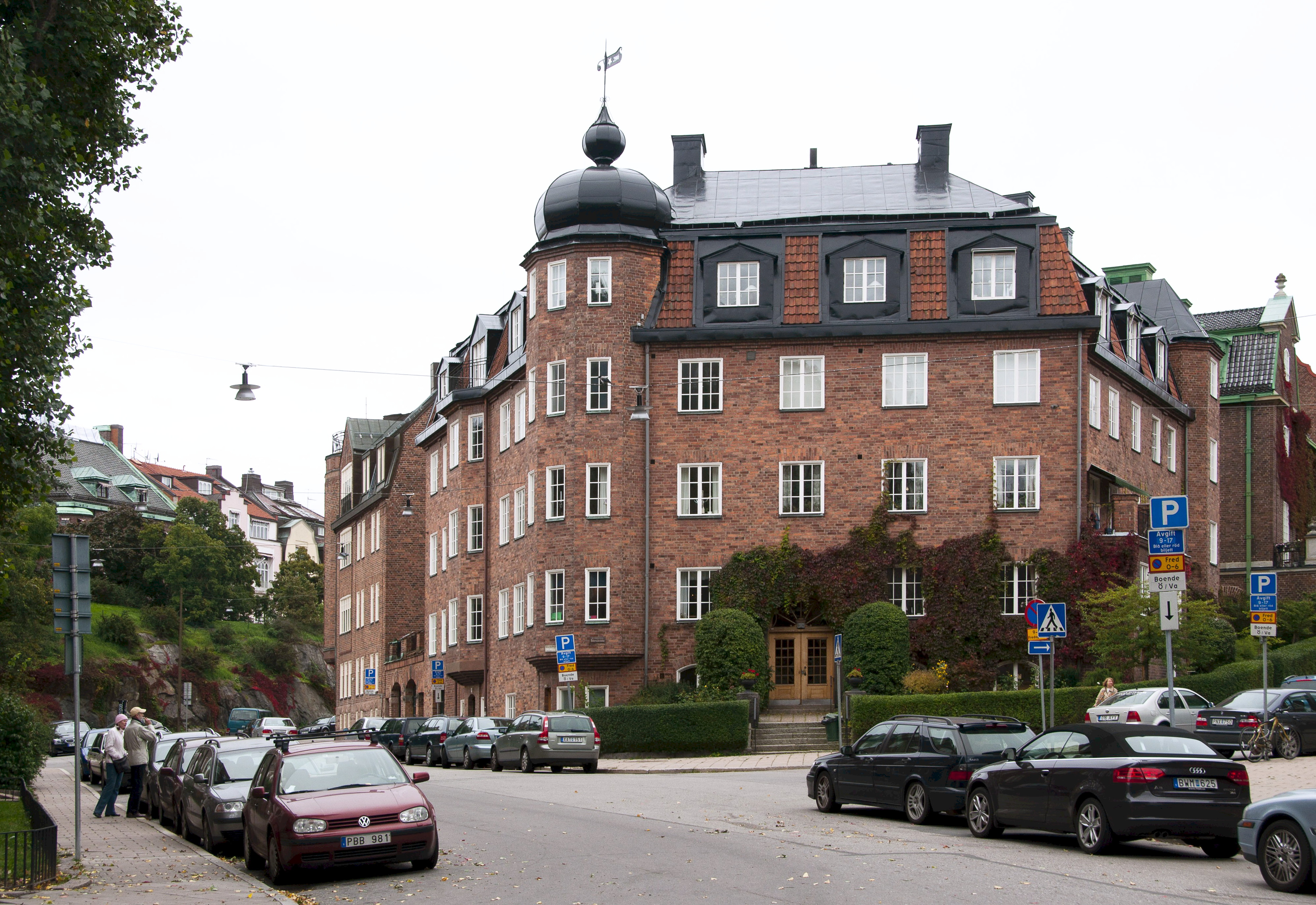
Sidensvansen 8, Bragevägen 6